# Лемезинська сільська рада
Лемези́нська сільська рада (рос. Лемезинский сельский совет) — муніципальне утворення у складі Іглінського району Башкортостану, Росія. Адміністративний центр — село Нижні Лемези.

## Населення
Населення — 1104 особи (2019, 1143 в 2010, 1123 в 2002).

## Склад
До складу поселення входять такі населені пункти:
| Населений пункт        | Населення, осіб (2002) | Населення, осіб (2010) |
| ---------------------- | ---------------------- | ---------------------- |
| Манагора, село         | 54                     | 46                     |
| Нижні Лемези, село     | 673                    | 707                    |
| Тау, село              | 184                    | 174                    |
| Ташли-Єлга, присілок   | 28                     | 23                     |
| Улу-Єлан, присілок     | 22                     | 18                     |
| Улу-Карамали, присілок | 162                    | 175                    |